# The First (serie televisiva)
The First è una serie televisiva statunitense e britannica di fantascienza del 2018 creata da Beau Willimon.
La serie segue le vicende della prima missione umana su Marte, degli astronauti e delle loro famiglie.
La serie è stata cancellata dopo la prima stagione.

## Trama
The First segue la prima missione umana su Marte, esplorando le sfide dietro i primi passi verso la colonizzazione interplanetaria. La storia si concentra non solo sugli astronauti coinvolti, ma anche sulle loro famiglie e le altre persone cui questi vogliono bene, nonché sulla squadra che li coordina dalla Terra. Tom Hagerty e i suoi compagni devono vedersela anche con i rispettivi drammi personali. Lui in particolare ha una figlia problematica che lo supplica di non andare, mentre il doloroso ricordo della defunta moglie continua a perseguitarlo.

## Episodi
| Stagione       | Episodi | Prima TV USA | Prima TV Italia |
| -------------- | ------- | ------------ | --------------- |
| Prima stagione | 8       | 2018         | 2018-2019       |

## Personaggi e interpreti

### Principali
- Tom Hagerty, interpretato da Sean Penn, doppiato da Massimo Rossi.
- Laz Ingram, interpretata da Natascha McElhone, doppiata da Chiara Colizzi.
- Kayla Price, interpretata da LisaGay Hamilton, doppiata da Barbara Castracane.
- Sadie Hewitt, interpretata da Hannah Ware, doppiata da Guendalina Ward.
- Aiko Hakari, interpretata da Keiko Agena, doppiata da Domitilla D'Amico.
- Matteo Vega, interpretato da Rey Lucas, doppiato da Marco Giansante.
- Nick Fletcher, interpretato da James Ransone, doppiato da Edoardo Stoppacciaro.
- Denise Hagerty, interpretata da Anna Jacoby-Heron, doppiata da Eva Padoan.
- Eitan Hafri, interpretato da Oded Fehr, doppiato da Stefano Benassi.
- Lawrence, interpretato da Brian Lee Franklin, doppiato da Simone D'Andrea.
- Matthew Dawes, interpretato da Norbert Leo Butz, doppiato da Alessio Cigliano.
- Ellen Dawes, interpretata da Annie Parisse, doppiata da Anna Cugini.
- Presidente Cecily Burke, interpretata da Jeannie Berlin.

### Secondari
- Diane Hagerty, interpretata da Melissa George, doppiata da Benedetta Degli Innocenti.
- Aaron Shultz, interpretato da Bill Camp, doppiato da Stefano De Sando.
- Ollie Bennett, interpretata da Patrick Kennedy, doppiato da Francesco Pezzulli.
- Nancy, interpretata da Tracie Thoms, doppiata da Alessia Amendola.
- Kwame Boateng, interpretato da Kofi Boakye, doppiato da Marco Baroni.
- Edith, interpretata da Sharon Omi, doppiata da Daniela Abbruzzese.
- Finn, interpretato da Chase Stokes, doppiato da Emanuele Ruzza.
- Camila Rodriguez, interpretata da Fernanda Andrade, doppiata da Mattea Serpelloni.
- Sig. Castillo, interpretato da Miguel Najera, doppiato da Eugenio Marinelli.
- Sig.ra Castillo, interpretata da Sol Miranda, doppiata da Doriana Chierici.
- Myk, interpretata da Cara Ronzetti, doppiata da Antilena Nicolizas.
- Amanda Ingram, interpretata da Amber Patino, doppiata da Chiara Vidale.
- Devon Ingram, interpretato da Alex Rubin, doppiato da Luca Tesei.

## Produzione

### Sviluppo
Nel settembre 2017, Hulu annuncia la serie televisiva, creata da Beau Willimon, che ne sarà anche lo sceneggiatore.
Il budget della serie è stato di 54,6 milioni di dollari.

### Riprese
Le riprese della serie sono iniziate il 18 settembre 2017 a New Orleans e sono durate 85 giorni. Successivamente altre riprese vengono effettuate fino al 9 marzo 2018.

## Promozione
Il primo trailer della serie viene diffuso il 24 luglio 2018.

## Distribuzione
La serie è stata trasmessa a partire dal 14 settembre 2018 su Hulu negli Stati Uniti. In Italia i primi due episodi verranno proiettati gratuitamente in 30 sale cinematografiche il 18 dicembre 2018 grazie a Nexo Digital, e il 19 dicembre su TIMvision.